# Марамуреш
Марамуреш (на румънски: Maramureş; на унгарски: Máramaros; на украински: Мармарощина или Марамарощина; на словашки: Marmaroš) е историко-географска област в Румъния и Украйна.
Заема най-северозападните части от днешна Румъния и югоизточната част от Закарпатската област на Украйна. Най-големият град на областта е Сату Маре в румънски Марамуреш, а исторически и културни центрове на областта са Хуст и Сигет.

## История
По принцип Марамуреш, заедно с Кришана, е отнасян към историческа Трансилвания. Името на областта е с румънски произход и означава „Велики Муреш“, а унгарското име е Сатмар – от „народната“ абревиатура на град Сату Маре. Румънската колонизация на областта датира от периода на 14 – 15 век, когато тя става известна като Моравска Влахия.
От свидетелствата на „Фулдските анали“ от 892 г. на императора на Свещената Римска империя Арнулф Каринтийски, относно добива на сол от солниците в областта, става ясно, че областта е населявана от бели хървати.
Областта позната и като Рутения е част от български комитат по време на Първото българско царство, с център град Хунград (днес Ужгород), а впоследствие преминава последователно под управлението на Унгарското кралство, по-късно Австрийската империя и Австро-Унгария, и така до края на Първата световна война. В Кралство Унгария и Австро-Унгария на областта е съответствал комитат Марамарош.
След края на Първата световна война, областта е присъединена към новообразуваната държава Чехословакия, като е един от регионите заедно с Бохемия, Моравия и Словакия. По време на Втората световна война, областта е окупирана първоначално от Нацистка Германия, след което е присъединена към Унгария. След последвалата съветска анексия, Северен Марамуреш ведно със Закарпатската област става част от Съветския съюз, като северната територия на областта е присъединена към Украинската ССР. След разпадането на Съветския съюз, Северен Марамуреш става част от Независима Украйна (виж и Малорусия и Новорусия за историята на областта).

## География
Румънски Марамуреш, заедно с Кришана, са най-отдалечените области на румънската държава от столицата Букурещ. Марамуреш включва долините на горна Тиса и средния Самош. На юг областта е ограничена от Западнорумънския Бихор, а на север от главното било на Карпатите. На изток клисура отделя Марамуреш от същинска Трансилвания, а на югозапад долината на Самош го отделя от Кришана. Североизточно основната планинска верига на Карпатите го разделя от равнинна Украйна. Австро-унгарската граница с Руската империя е минавала по Карпатското било до 1918 г., след което по силата на Трианонския договор, тази част на Марамуреш е придадена към новооснованата Чехословакия.
Днес окръг Марамуреш включва само източната половина на румънски Марамуреш. Румънски Марамуреш обхваща територията на едноименния окръг, както и северната част на окръг Сату Маре и една малка също северна част от Сълаж.

## Население
Населението на исторически Марамуреш е етнически смесено. По-голямата част от населението на румънски Марамуреш (около 2/3), според официалната румънска статистика, се състои от румънци, но не само в румънската част има значително унгарско малцинство (около 25%), както и украинци, съставлявщи по румънски данни около 3% от населението на румънската част от областта. Румънците традиционно обитават планинските и полупланински части на Марамуреш на изток, а унгарците – западните му по-ниски части по долините на реките. Украинските русини, живеят в северната част на областта по протежение на границата с Украйна. Освен тях тук има и малко немци и роми.